# Gnophomyia cockerelli
Gnophomyia cockerelli là một loài ruồi trong họ Limoniidae. Chúng phân bố ở miền Tân bắc.